# Alvalade (Lisbonne)
Pour les articles homonymes, voir Alvalade.
Alvalade est une freguesia de Lisbonne.